# Darius Miles
Darius LaVar Miles (* 9. Oktober 1981 in Belleville, Illinois) ist ein ehemaliger US-amerikanischer Basketballspieler.

## Karriere
Nachdem er in seinem letzten Highschooljahr durchschnittlich 22,1 Punkte, 12,4 Rebounds, 7,4 Blocks, 3,4 Assists und 2,4 Steals erzielen konnte, wurde er als jüngster Spieler im NBA Draft 2000 an dritter Stelle von den Los Angeles Clippers gewählt. Für seine Leistungen im ersten Profijahr wurde Miles 2001 in das NBA All-Rookie First Team berufen. Er blieb bis 2002 bei den Clippers. In dieser Zeit konnte er die hochgesteckten Erwartungen nicht erfüllen und wechselte dann zu den Cleveland Cavaliers und ging nach zwei weiteren Jahren nach Portland zu den Portland Trail Blazers, wo er seine sportlich beste Zeit hatte. So erzielte er in der Saison 2005/06 mit 14,0 Punkten pro Spiel sein bestes Jahr. Die Saison 2006/07 musste er wegen gesundheitlicher Probleme komplett aussetzen.
Er wurde am 15. April 2008 von den Portland Trail Blazers, nach einer Auszeit von zwei Jahren entlassen. Am 22. August 2008 wurde er zu einem weiteren Versuch an seine alten Leistungen anzuknüpfen von den Boston Celtics unter Vertrag genommen, jedoch noch vor Saisonbeginn wieder entlassen.
Am 14. Dezember 2008 unterschrieb Miles einen neuen, nicht garantierten Vertrag bei den Memphis Grizzlies. Am 30. Januar wurde er doch noch für den Rest der NBA-Saison 2008/09 verpflichtet, obwohl die Blazers mit einer Klage drohten. Der Grund liegt darin, dass ihm seine ehemalige Mannschaft ein hohes Gehalt zahlen muss, das zu Lasten Portlands Gehaltsobergrenze geht, falls er eine bestimmte Anzahl von Spielen absolvieren kann. Miles unterschrieb dennoch einen Vertrag für den Rest der Saison bei den Grizzlies. Nach der Saison fand er jedoch kein Team mehr und beendete seine Karriere aufgrund von Verletzungsbeschwerden.

## Sonstiges
Miles hatte Auftritte in mehreren Filmen. 2004 spielte er in Party Animals – ... wilder geht's nicht! eine kleinere, sowie in Voll gepunktet eine größere Rolle.
Ende des Jahres 2016 musste Miles Privatkonkurs anmelden, wobei ein Großteil seiner Besitztümer versteigert wurde.